# ایلدون
ایلدون (انگلیسی: Eldon) شرکت مهندسی اسپانیایی است، که در سال ۱۹۲۲ تأسیس شد.